# Marie-Theres Nadig
Marie-Theres Nadig, švicarska alpska smučarka, * 8. marec 1954, Flums, Švica.
Marie-Theres Nadig je ena najuspešnejših švicarskih alpskih smučark. Nastopila je na treh zimskih olimpijskih igrah in leta 1972 osvojila naslova olimpijske prvakinje v smuku in veleslalomu, leta 1980 pa še bron v smuku. Olimpijske tekme so tedaj štele tudi za svetovno prvenstvo. V svetovnem pokalu je osvojila en veliki kristalni globus za zmago v skupnem seštevku svetovnega pokala, tri male kristalnih globusov za zmago v seštevku posamičnih disciplin ter 24 zmag in 57 uvrstitev na stopničke.